# Resolución 1242 del Consejo de Seguridad de las Naciones Unidas
La resolución 1242 del Consejo de Seguridad de las Naciones Unidas, adoptada  el 21 de mayo de 1999, tras recordar todas las resoluciones anteriores sobre el Iraq, incluidas las resoluciones 986 (1995), 1111 (1997), 1129 (1997), 1143 (1997), 1153 (1998), 1175 (1998) y 1210 (1998) relativas al Programa Petróleo por Alimentos, prorrogó durante 6 meses más las disposiciones relativas a la exportación de petróleo o productos derivados del petróleo iraquíes suficientes para producir hasta 5.256 millones de dólares de los EE. UU. en petróleo. 
El Consejo de Seguridad sabia de la necesidad de una medida temporal para proporcionar asistencia humanitaria a Irak hasta que el gobierno iraquí cumpliera la la Resolución 687 (1991) y hubiera distribuido la ayuda de manera equitativa en todo el territorio
Actuando en virtud del Capítulo VII de la Carta de las Naciones Unidas, el Consejo prorrogó el Programa Petróleo por Alimentos por un período adicional de seis meses a partir de las 00:01 EST del 25 de mayo de 1999, manteniendo en vigor las disposiciones de la Resolución 1153.  El consejo mantuvo la cantidad máxima de petróleo que Irak podría exportar en 5.256 millones de dólares.
Por último, se pidió al Secretario General Kofi Annan que informara al  antes del 30 de junio de 1999 sobre si Iraq era capaz de producir 5.256 millones de dólares de petróleo para exportar y que presentara una lista detallada del equipo que los países estaban proporcionando para ayudar a Iraq a aumentar las exportaciones para financiar la ayuda humanitaria. También se le ordenó mejorar el proceso de observación en Iraq para garantizar que la ayuda se distribuyera equitativamente entre todos los segmentos de la población y que todo el equipo se utilizara según lo autorizado.